# Vlag van Sappemeer

Vlag van Sappemeer
(tot 1949)

De vlag van Sappemeer werd op onbekende datum door de gemeenteraad van Sappemeer vastgesteld als gemeentevlag.
In 1949 verviel de vlag toen Sappemeer werd samengevoegd met Hoogezand tot de gemeente Hoogezand-Sappemeer. Deze heeft bestaan tot 1 januari 2018. Op die datum ging Hoogezand-Sappemeer op in de nieuw opgerichte gemeente Midden-Groningen. De vlag van Hoogezand-Sappemeer was mede op de vlag van Sappemeer gebaseerd.

## Beschrijving en verklaring
De vlag kan als volgt worden beschreven:
Drie banen van blauw en rood met een hoogteverhouding van 1:4:1.
De kleuren zijn in tegenstelling tot wat gebruikelijk is ditmaal niet ontleend aan het gemeentewapen, maar aan de vlag van het zeemanscollege "De Vooruitgang" in de voormalige gemeente Sappemeer. 

## Verwante afbeeldingen

Het wapen van Sappemeer
De vlag van Hoogezand-Sappemeer